# 利維夫球場
利維夫球場（羅馬化：Arena Lviv）是一座位於烏克蘭西部城市利維夫的足球場。它為2012年歐洲國家盃比賽場之一。可容納34,915人。從2011年12月10日開始成為利沃夫喀爾巴阡足球俱樂部的主場。頓涅茨克礦工的主場於2014年頓巴斯戰爭遭破坏，在2014年7月至2016年12月期间使用该体育场作为主场。

## 外部連結
- 官方网站 （乌克兰語）